# Кондратюк Олександр Олександрович
Кондратюк Олександр Олександрович (нар. 9 квітня 1983 року) — український футзаліст. Брав участь у складі збірної України на чемпіонаті Європи 2010..

## Із біографії
У чвертьфіналі чемпіонату Європи 2010 року зрівняв рахунок з Азейбарджаном, але в серії пенальті сильнішими були суперники.